# Matt Nix

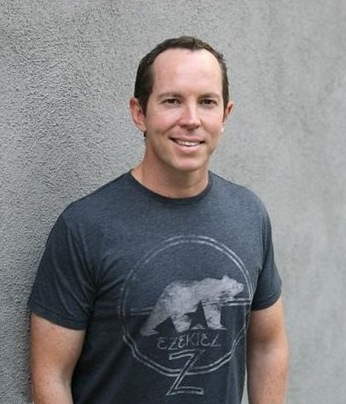
Matt Nix, 2011

Matt Nix (* 4. September 1971 in Los Angeles, Kalifornien) ist ein US-amerikanischer Drehbuchautor, Regisseur und Filmproduzent.

## Leben
Nix besuchte zunächst die High School in Sebastopol und studierte im Anschluss an der University of California, Los Angeles. 1997 drehte er den zwanzigminütigen Kurzfilm Chekhov’s Gun, für den er auch das Drehbuch verfasst hatte. Es folgten bis Mitte der 2000er Jahre einige weitere Kurzfilme. 2006 entwickelte er das Konzept für die Fernsehserie Burn Notice. Der Pilotfilm, in dem unter anderem Bruce Campbell und Sharon Gless zu sehen waren, wurde von USA Network gekauft und eine erste Staffel mit insgesamt zwölf Episoden in Auftrag gegeben. Da die Serie ein Publikumserfolg war, wurden weitere Staffeln in Auftrag gegeben; 2012 wird in den USA die sechste Staffel ausgestrahlt. Nix ist in vielfältiger Hinsicht an der Serie beteiligt; er schrieb das Drehbuch für 79 Episoden, fungierte bei 60 Folgen als ausführender Produzent und  führte bei drei Folgen die Regie. 2011 schrieb und produzierte er Burn Notice: The Fall of Sam Axe, das Prequel zur Serie mit Bruce Campbell in der Hauptrolle. 2010 entwickelte Nix das Konzept für die Krimiserie The Good Guys. Anders als Burn Notice erzielte diese Serie jedoch nur mäßige Einschaltquoten. Fox stellte die Serie nach der ersten Staffel mit 20 Episoden ein.
Nix ist der Urenkel des 1942 für den Oscar nominierten Drehbuchautors Harry Chandlee.

## Filmografie (Auswahl)
- 1997: Chekhov’s Gun (Drehbuch, Regie)
- 1999: Me and the Big Guy (Drehbuch, Regie, Produktion)
- 2002: Mementoke (Drehbuch, Regie, Produktion)
- 2007–2013: Burn Notice (Fernsehserie, Konzept, Drehbuch, Regie, Produktion)
- 2010: The Good Guys (Fernsehserie, Konzept, Drehbuch, Regie, Produktion)
- 2011: Burn Notice: The Fall of Sam Axe (Fernsehfilm, Drehbuch, Produktion)
- 2017: APB – Die Hightech-Cops (APB, Fernsehserie, Konzept, Drehbuch)
- 2017–2019: The Gifted (Fernsehserie, Konzept, Drehbuch)
- 2023: True Lies  (Fernsehserie, Konzept, Drehbuch)

## Auszeichnungen
- 2008: Edgar Allan Poe Award für Burn Notice